# Trust Me Mate
Trust Me Mate is een nummer van het Australische zanger Dean Lewis uit 2023.
"Trust Me Mate" is een ballad gewijd aan Lewis' vrienden en familie, die hem hielpen op donkere momenten in zijn leven. Ook steekt Lewis met dit nummer iedereen die zich ook zo voelt een hart onder de riem. Het schrijven van het nummer ging niet zonder slag of stoot. "We waren in Los Angeles en het was waarschijnlijk het meest stressvolle nummer dat we ooit hebben moeten schrijven. Het kostte ons ongeveer vijf dagen om het te schrijven, er waren zoveel refreinen en coupletten en we hebben veel tijd besteed aan het perfectioneren ervan. Maar we zijn er allebei heel trots op, want net als onze andere nummers betekent het echt iets voor ons allebei. We denken dat Trust Me Mate anderen die het moeilijk hebben echt kan helpen", aldus Lewis. De plaat werd in Lewis' thuisland Australië geen hit, maar kende wel succes in het Nederlandse taalgebied. In de Nederlandse Top 40 bereikte het nummer de 19e positie, en in de Vlaamse Ultratop 50 de 31e.
De officiële lyric video laat door middel van animatie een verbeelding van de tekst zien. Deze werd gemaakt door Nederlandse animator Lenne van den Langenberg. De lyric video kwam online op 13 oktober 2023.

## Tracklijst
Muziekdownload
1. "Trust Me Mate" - 2:58